# 上松宿

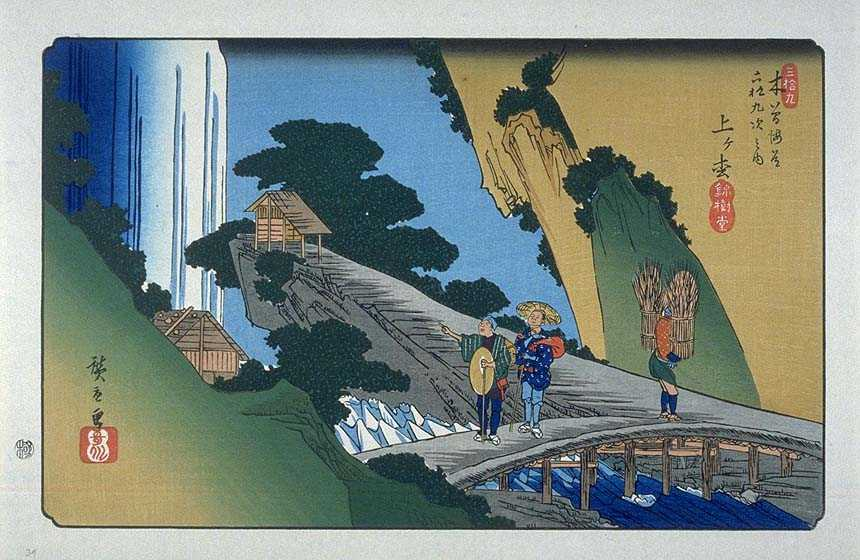
木曽海道六十九次 上ヶ枩（歌川広重画）

上松宿（あげまつじゅく）は、中山道38番目の宿場（→中山道六十九次）で、現在は長野県木曽郡上松町。
十王橋から上町、本町、仲町、下町。古い町並みが残るのは上町。

## 特徴
天保14年（1843年）の『中山道宿村大概帳』によれば、上松宿の宿内家数は362軒、うち本陣1軒、脇本陣1軒、旅籠35軒で宿内人口は2,482人であった。
木曽ヒノキの集積地として栄えた。

## 最寄り駅
- JR中央本線 上松駅

## 史跡・みどころ

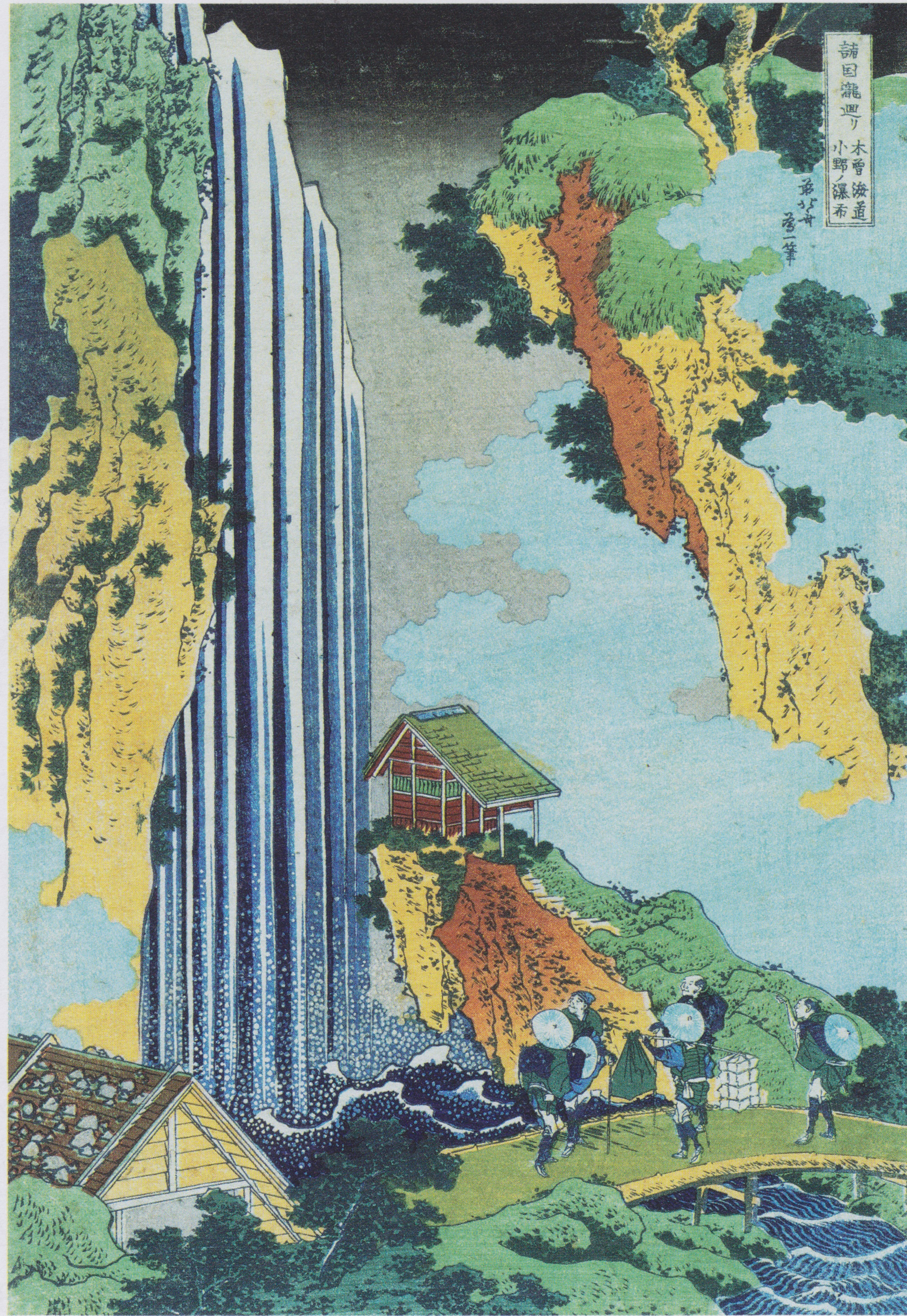
小野ノ瀑布（葛飾北斎画）

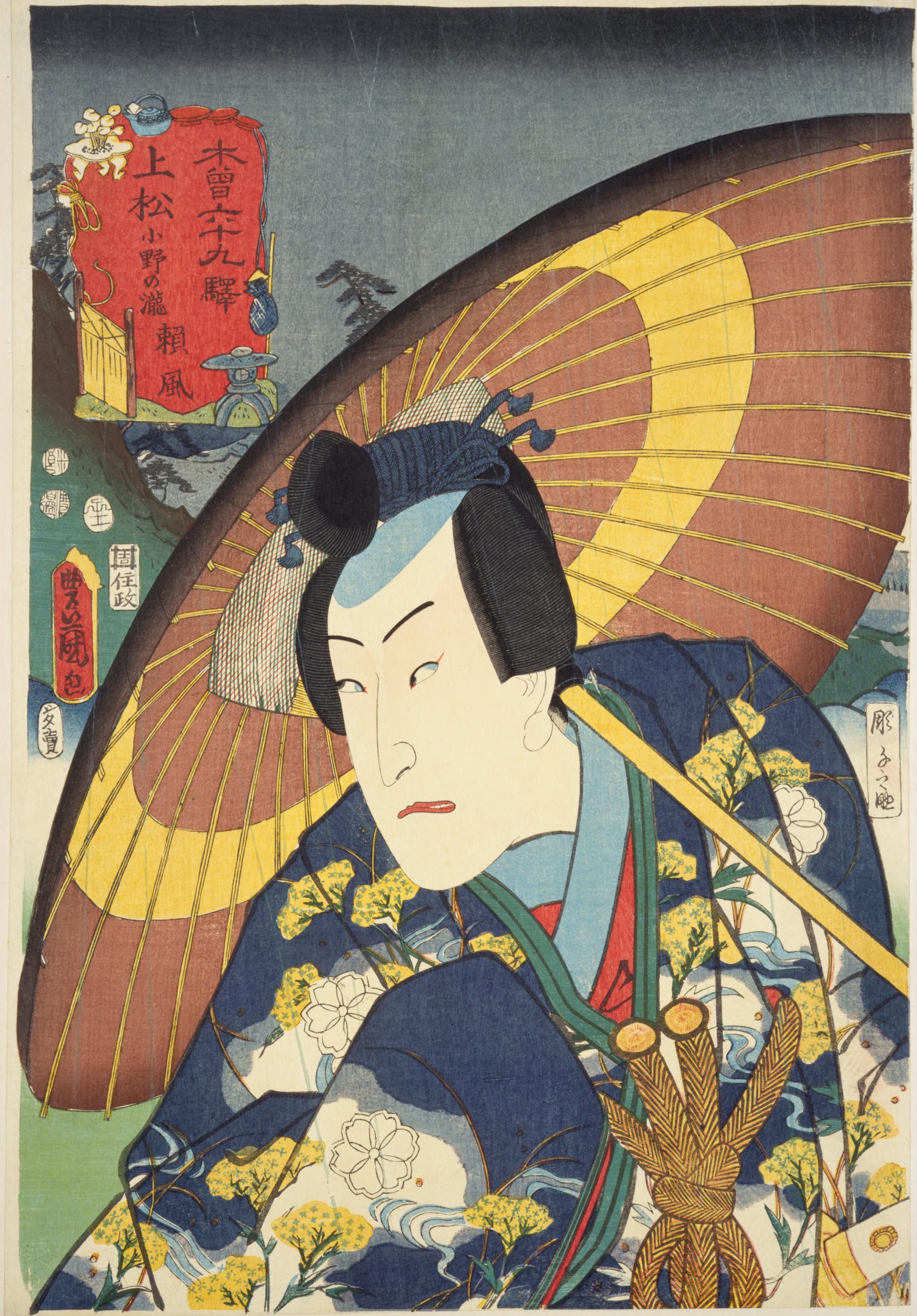
三代目歌川豊国「木曽六十九駅 上松小野の滝・頼風」

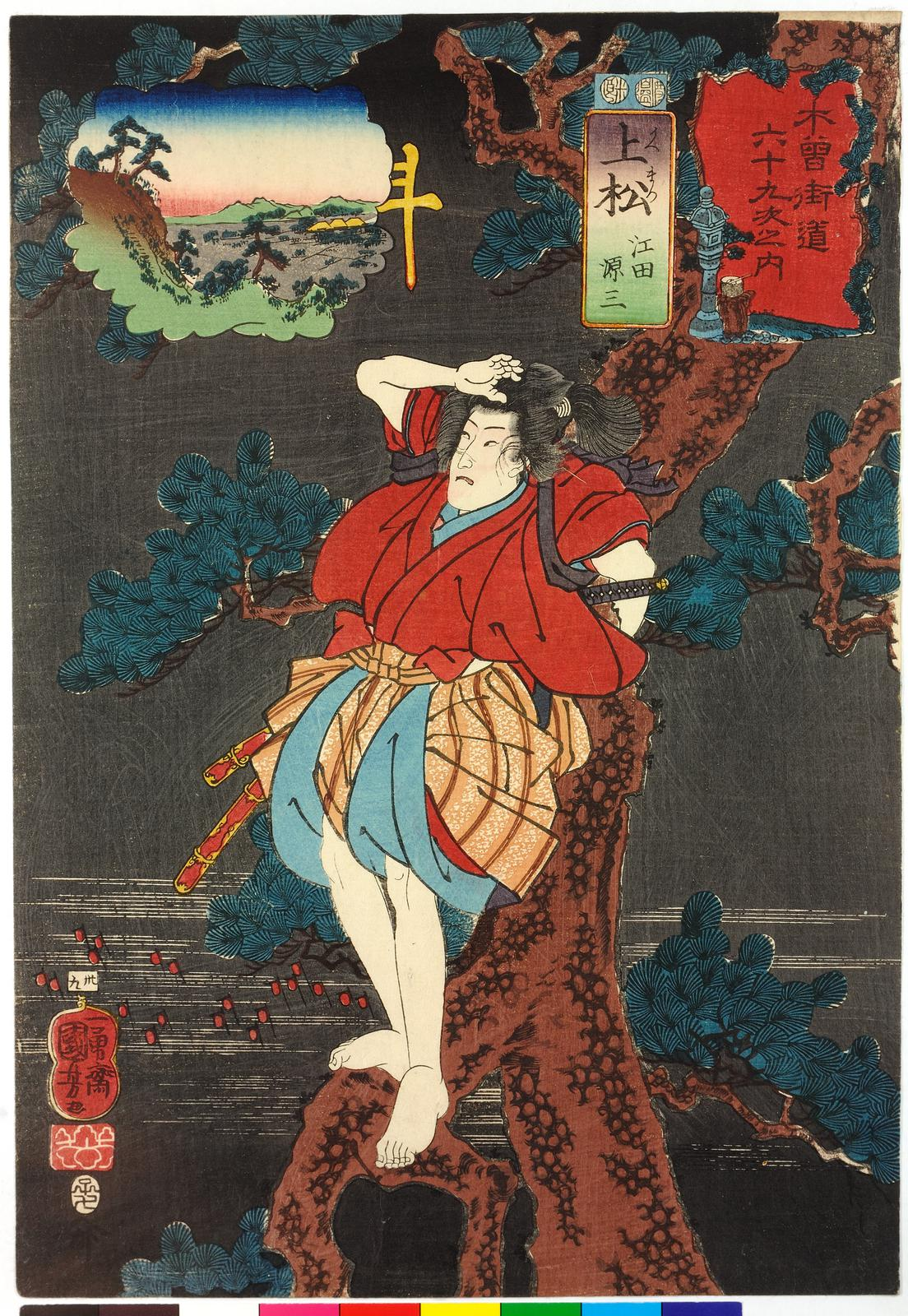
歌川国芳「木曽街道六十九次之内 上松」

- 十王橋（宿場北入口）
- 本町一里塚跡（京へ65里、江戸より72里）

須原宿までの史跡・みどころ
- 斎藤茂吉歌碑
- 諏訪神社
- 寝覚の床

国の名勝。木曽川が花崗岩の岩盤を浸食してできた。浦島太郎の伝説が残る。
- 臨川寺
- 旅館 越前屋

創業300年。国道19号沿いでは、そば屋を営業。「寿命そば」が名物
- 民宿 たせや
- 小野の滝

- 荻原一里塚（京へ64里、江戸より73里）
- 倉本一里塚（京へ63里、江戸より74里）

## 隣の宿
中山道
福島宿 - 上松宿 - 須原宿